# Боровиков, Виктор Николаевич
Виктор Николаевич Боровиков (3 февраля 1963, Горьковская область, СССР) — советский игрок в хоккей с мячом, советский и российский футболист (защитник, полузащитник), российский игрок в мини-футбол (защитник).

## Биография
Начал заниматься футболом в 1975 году в пионерском лагере под руководством Владимира Михайловича Фадеева. Позже у него играл в футбол и хоккей с мячом в спортклубе «Торпедо», привлекался и к играм за горьковский «Старт».
1981 год отыграл во второй лиге за «Волгу» Горький — был одним из двух положенных по регламенту игроков младше 18 лет.
В 1982—1983 годах служил в Группе советских войск в Германии, также играл в футбол. 1984 год отыграл в «Волге». Команда прекратила существование, и Боровиков перешёл в дзержинский «Химик», за который во второй и второй низшей лигах отыграл семь лет.
В 1992—1995 годах играл во второй и третьей лигах за «Торпедо» Павлово.
В мини-футболе играл за нижегородскую «Крону» в первой лиге и Суперлиге (1993/94 — 1994/95, 1997/98 — 2001/02), «Чайку» НН (1995/96, первая лига), «Зарю» Емельяново (1996/97, первая лига). Один сезон провёл в команде высшей лиги Казахстана «Абылайхан» Атырау.
Выступал в команде чемпионата Нижегородской области «Старт» Ясенцы, в 2004—2005 годах — играющий тренер команды, завоевавшей Кубок Нижегородской области. Параллельно тренировал областные мини-футбольные команды — «Веряскин и компания» Ворсма, «Металлист» Ворсма/Павлово. Работал в физкультурно-оздоровительном комплексе «Торпедо» Павлово заместителем директора.